# Sonnenfinsternis vom 29. März 2006
Bei der totalen Sonnenfinsternis vom 29. März 2006 bedeckte der Mond die Sonne im Maximum etwas länger als vier Minuten. Seit 2001 gab es keine Sonnenfinsternis mit einer längeren Totalitätsdauer. Der Kernschatten des Mondes wanderte von Brasilien über den Südatlantik nach Afrika, dort von Ghana bis zum Grenzgebiet zwischen Libyen und Ägypten, dann nordostwärts über das Mittelmeer über die Türkei und Georgien bis nach Russland und Kasachstan. In Mitteleuropa war dieses astronomische Ereignis  in den Vormittagsstunden als partielle Sonnenfinsternis zu sehen.
Diese Sonnenfinsternis bot für lange Zeit die vielversprechendsten Aussichten für gute Beobachtungsbedingungen bei einer Reise in die Totalitätszone. Der Kernschatten überquerte Gebiete, die relativ gut erreichbar, klimatisch günstig und touristisch erschlossen sind oder waren. Im östlichen Mittelmeerraum war der Himmel während der Finsternis wolkenlos, wodurch tatsächlich sehr gute Beobachtungsbedingungen in diesen Ländern gegeben waren.

## Klassifikation der Finsternis
Da der Mond nur einen Tag vor der Finsternis sein Perigäum (erdnächster Bahnpunkt) durchlief, war sein scheinbarer Durchmesser mit 33′ 10″ relativ groß. Hingegen erschien die Sonnenscheibe an diesem Tag deutlich kleiner (32′ 02″), das Verhältnis des Monddurchmessers zu dem der Sonne betrug 1,05151.
Der Pfad des Kernschattens war etwa 14.500 km lang und maximal 189 km breit, die Gesamtdauer der Finsternis betrug 3 Stunden und 12 Minuten. Der Höhepunkt wurde in Südlibyen um 10:11:18 UT erreicht, die Totalitätsdauer betrug dort 4 Minuten und 7 Sekunden, wobei die Sonne 67° über dem Südhorizont stand. Der sogenannte Gamma-Wert, der die geringste Entfernung der Achse des Kernschattenkegels vom Erdmittelpunkt im Verhältnis zum Äquatorradius angibt, betrug 0,38433. Der positive Wert bedeutet, dass diese Achse dabei nördlich des Erdmittelpunkts vorbeiging.
Die Finsternis war die 29. des Saroszyklus 139, der insgesamt 71 Sonnenfinsternisse in einem Zeitraum von 1262 Jahren umfasst. Die Finsternisse finden alle nahe dem aufsteigenden Mondknoten statt, von ihnen sind 16 partiell, 43 total und 12 hybrid (ringförmig-total), keine einzige ist rein ringförmig. Die längste Finsternis dieses Zyklus wird am 16. Juli 2186 stattfinden und eine maximale Totalitätsdauer von 7 Minuten und 29 Sekunden aufweisen.

## Verlauf

Sonnenfinsternis am 29. März 2006.

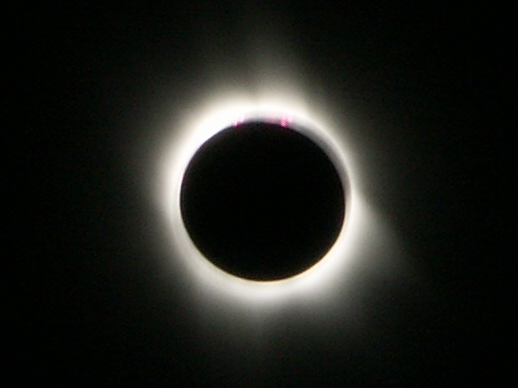
Sonnenfinsternis in Lagan, Kalmückien

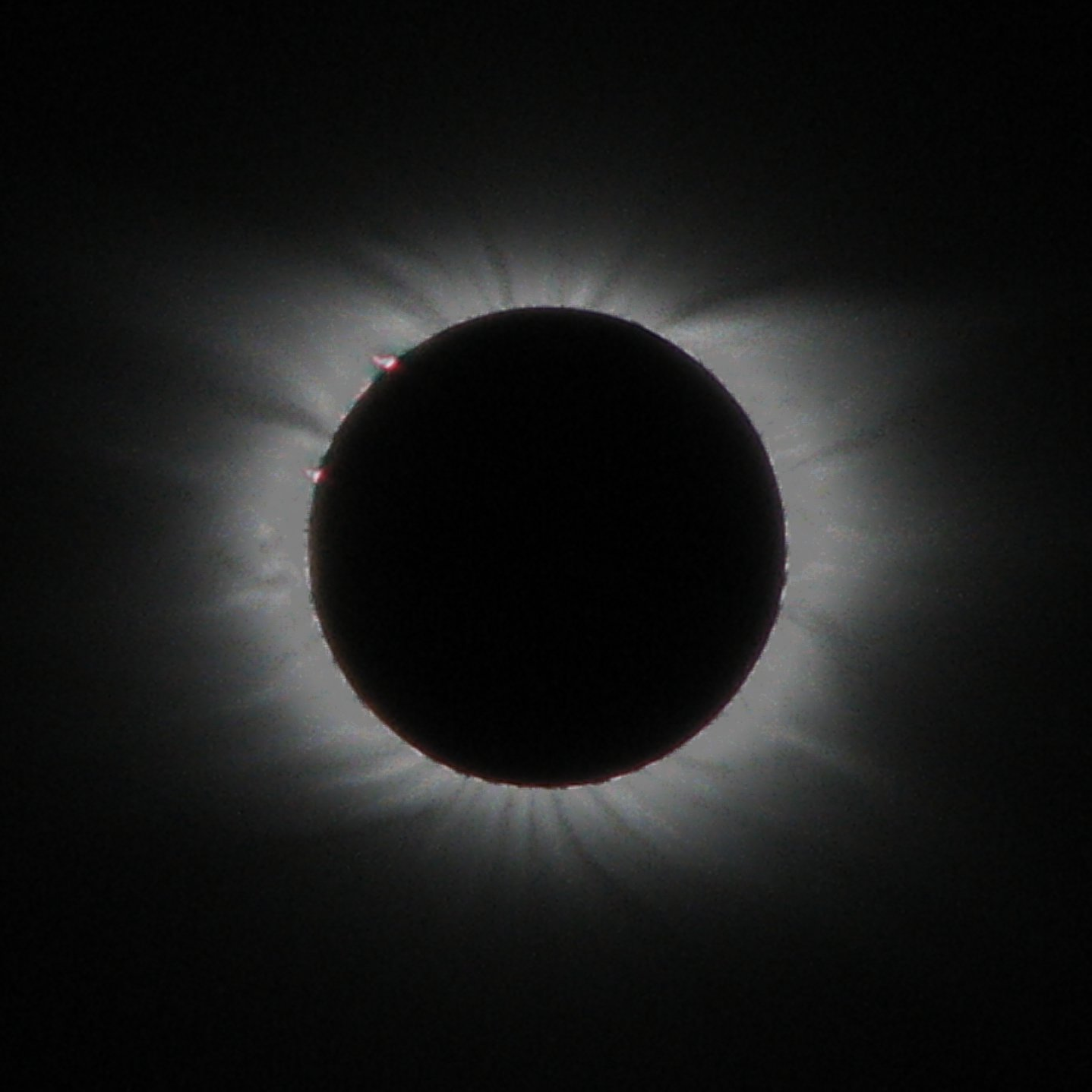
Sonnenkorona beobachtet in Libyen

### Globaler Verlauf
Mit dem Sonnenaufgang im Osten Brasiliens um 08:36 UT (Universal Time) traf der Kernschatten des Mondes erstmals die Erde. Die Totalitätszone hatte dort zu Beginn der Finsternis eine Breite von 129 Kilometern. Der Kernschatten überquerte den Atlantik und erreichte den afrikanischen Kontinent in Ghana um 09:08 UT. Dort betrug die Totalitätsdauer auf der Zentrallinie bereits 3 Minuten und 24 Sekunden.
Der Kernschatten durchquerte Afrika nun in nordöstlicher Richtung, führte durch Togo, Benin, Nigeria, den Niger und streifte den Tschad im Nordwesten. Der Höhepunkt der Finsternis wurde im Süden Libyens an der Grenze zum Tschad um 10:11 UT erreicht, die Dauer der Finsternis lag hier bei über 4 Minuten, die Breite des Kernschattens betrug dabei 184 Kilometer. Die Geschwindigkeit, mit der der Schatten sich über die Erdoberfläche bewegt, war von 32.000 km/h zu Beginn der Finsternis auf 2509 km/h abgesunken.
Nachdem der Kernschatten Libyen und anschließend Ägypten im äußersten Nordwesten passiert hatte, überquerte er in nordöstlicher Richtung das Mittelmeer zwischen Kreta und Zypern und erreichte die Südküste der Türkei um 10:54 UT. Innerhalb der Totalitätszone lagen die türkischen Städte Antalya, Konya und Sivas. In letzterer kreuzte der Schattenpfad den der Finsternis von 1999, so dass dort innerhalb von weniger als sechs Jahren die zweite totale Sonnenfinsternis beobachtet werden konnte. Um 11:10 UT erreichte der Kernschatten den südöstlichen Teil des Schwarzen Meeres, wobei die Breite der Totalitätszone auf 165 Kilometer und die Totalitätsdauer auf 3 Minuten und 30 Sekunden abgesunken war.
Der Kernschatten überquerte den Kaukasus und Georgien, erreichte Russland, überquerte den nördlichen Teil des Kaspischen Meeres und erreichte um 11:40 UT Kasachstan. Die Schattengeschwindigkeit war mittlerweile wieder auf 5430 km/h angewachsen. Um 11:48 UT verließ der Kernschatten nach Überquerung der zentralasiatischen Steppe an der Nordgrenze der Mongolei wieder die Erdoberfläche.

### Zeiten ausgewählter Orte in der Totalitätszone
Die folgende Tabelle gibt die Kontaktzeiten und die Totalitätsdauer für verschiedene Orte in der Totalitätszone an. Der erste Kontakt markiert den Beginn der Finsternis, wenn der Mond die Sonnenscheibe erstmals berührt. Die Totalität tritt zwischen dem zweiten und dritten Kontakt ein, der vierte Kontakt bedeutet das Ende der sich anschließenden partiellen Phase und somit das Ende der Finsternis. Alle Zeitangaben sind in Universal Time. Die Größe ist das Verhältnis des scheinbaren Mond- und Sonnendurchmessers.
| Ort          | Land       | Lage                  | 1. Kontakt | 2. Kontakt | 3. Kontakt | 4. Kontakt | Sonnen- höhe | Größe | Dauer  |
| ------------ | ---------- | --------------------- | ---------- | ---------- | ---------- | ---------- | ------------ | ----- | ------ |
| Natal        | Brasilien  | 05° 48′ S, 035° 13′ W | -          | 08:35:02   | 08:37:34   | 09:34:32   | 2°           | 1,036 | 1′ 32″ |
| Accra        | Ghana      | 05° 33′ N, 000° 13′ W | 08:00:45   | 09:09:57   | 09:12:55   | 10:29:33   | 47°          | 1,048 | 2′ 58″ |
| Katsina      | Nigeria    | 12° 59′ N, 007° 36′ O | 08:20:23   | 09:34:11   | 09:38:05   | 10:58:07   | 59°          | 1,050 | 3′ 54″ |
| Bilma        | Niger      | 18° 41′ N, 012° 55′ O | 08:37:37   | 09:54:05   | 09:58:07   | 11:19:10   | 66°          | 1,051 | 4′ 02″ |
| Maximum      | Libyen     | 23° 09′ N, 016° 46′ O | 08:52:08   | 10:09:12   | 10:13:19   | 11:34:24   | 67°          | 1,052 | 4′ 07″ |
| Oase Jalu    | Libyen     | 29° 01′ N, 021° 32′ O | 09:10:06   | 10:28:29   | 10:31:43   | 11:51:12   | 64°          | 1,051 | 3′ 14″ |
| as-Sallum    | Ägypten    | 31° 35′ N, 025° 08′ O | 09:20:10   | 10:38:09   | 10:42:04   | 11:59:59   | 62°          | 1,051 | 3′ 55″ |
| Sidi Barrani | Ägypten    | 31° 36′ N, 025° 55′ O | 09:21:23   | 10:40:04   | 10:42:43   | 12:01:10   | 61°          | 1,051 | 2′ 39″ |
| Antalya      | Türkei     | 36° 53′ N, 030° 42′ O | 09:37:33   | 10:54:24   | 10:57:35   | 12:12:47   | 54°          | 1,049 | 3′ 11″ |
| Konya        | Türkei     | 37° 53′ N, 032° 29′ O | 09:41:44   | 10:57:58   | 11:01:11   | 12:15:46   | 54°          | 1,049 | 3′ 36″ |
| Sochumi      | Georgien   | 43° 01′ N, 041° 00′ O | 10:00:24   | 11:13:55   | 11:16:52   | 12:27:07   | 43°          | 1,047 | 2′ 57″ |
| Naltschik    | Russland   | 43° 29′ N, 043° 37′ O | 10:04:23   | 11:17:13   | 11:20:17   | 12:29:33   | 41°          | 1,046 | 3′ 04″ |
| Astrachan    | Russland   | 48° 20′ N, 048° 01′ O | 10:12:19   | 11:24:08   | 11:24:58   | 12:33:02   | 36°          | 1,045 | 0′ 50″ |
| Arqalyq      | Kasachstan | 50° 15′ N, 066° 56′ O | 10:33:21   | 11:38:04   | 11:40:36   | 12:41:17   | 21°          | 1,041 | 2′ 32″ |
| Rubzowsk     | Russland   | 51° 31′ N, 081° 12′ O | 10:43:16   | 11:43:48   | 11:45:56   | 12:42:44   | 11°          | 1,038 | 2′ 08″ |

### Verlauf in Mitteleuropa
Von Mitteleuropa aus war die Sonnenfinsternis nur in ihrer partiellen Phase zu beobachten. Die Finsternis spielte sich dabei um die Mittagszeit des 29. März 2006 ab und dauerte ungefähr zwei Stunden, der Bedeckungsgrad nahm in Richtung Südosten zu. In Wien wurde ein Bedeckungsgrad von 45 Prozent erreicht, in Bern waren es 33 und in Berlin 32 Prozent.

## Wetter während der Finsternis

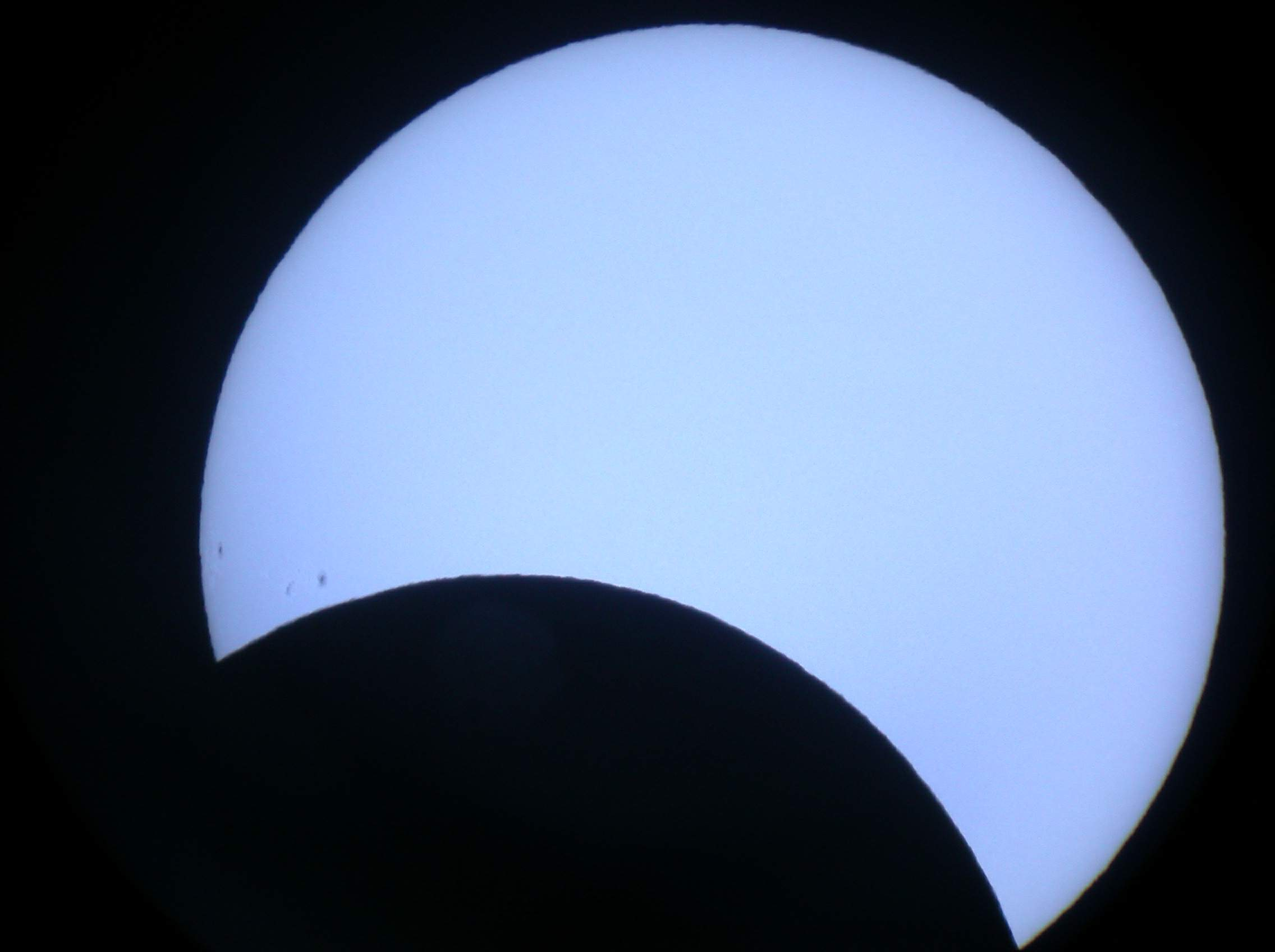
Maximale Bedeckung von 31 Prozent in Valencia.

Die partielle Phase war in Mitteleuropa wegen des Tiefs „Jasmin“ kaum zu beobachten. In Deutschland bestanden die besten Chancen noch im Osten und in Bayern. Auch in der Schweiz fiel die Finsternis größtenteils aus. Es herrschte wechselhafte Bewölkung, die den Blick auf die Finsternis nur beschränkt zuließ, die besten Beobachtungsmöglichkeiten gab es im Tessin, im Engadin und in den südlichen Tälern Graubündens. In Österreich war die Situation nicht besser, in Wien regnete es, die Bedingungen besserten sich erst gegen Ende der Finsternis ein wenig.
Die Wettersituation in den Teilen der Totalitätszone, die als hauptsächliche Reiseziele von „Eclipse-Chasern“ anvisiert worden waren, war dagegen äußerst günstig. Die beste Wahrscheinlichkeit, die Finsternis zu sehen, war mit 60 Prozent für das Grenzgebiet zwischen Libyen und Ägypten im Norden der beiden Länder vorausgesagt worden. Für die Südküste der Türkei lag die Prognose bei 50 Prozent, weiter nordöstlich Richtung Zentralanatolien wurde die Wahrscheinlichkeit allmählich ungünstiger. Der gesamte östliche Mittelmeerraum hatte schließlich ausgesprochen gute Bedingungen. Sogar in Westafrika, wo die Prognosen eher ungünstig gewesen waren, konnte die Finsternis verfolgt werden.

## Forschungen und Beobachtungen
Auch die Sonnenfinsternis im Jahr 2006 wurde – wie viele totale Sonnenfinsternisse der Vergangenheit – für zahlreiche Forschungen genutzt. Auf der griechischen Insel Kastelorizo, die das einzige zur Europäischen Union gehörende Gebiet in der Totalitätszone war, wurde beispielsweise die Sonnenkorona untersucht. Zum Vergleich wurde dabei parallel zu dieser bodengebundenen Beobachtung ebenfalls eine Untersuchung durch die SOHO-Raumsonde durchgeführt. Auch andere Forschungsprojekte beschäftigten sich mit der Korona; Form und Struktur wurden untersucht, da der innerste Teil der Korona nur während einer Sonnenfinsternis untersucht werden kann. Außerdem wurde ein Vorhersagemodell erprobt. Die Korona wurde dabei als im mittleren Stadium kurz vor einem Minimum befindlich klassifiziert („intermediate pre-minimal type corona.“).
Ein anderes Beispiel eines Forschungsprojekts war die Simulation der Lichteinstrahlung in der Totalitätszone mittels eines dreidimensionalen Modells, das mehrfache Streuung der Lichtstrahlen berücksichtigte. Dabei wurde unter Verwendung einer Monte-Carlo-Simulation versucht, die Färbung und Helligkeit des Finsternishimmels vorherzusagen. Auch der Einfluss der direkten Einstrahlung durch die Korona wurde untersucht. Dieses Projekt soll der Planung und Optimierung weiterer Experimente zur Erforschung der Einstrahlung dienen.

## Randerscheinungen der Finsternis

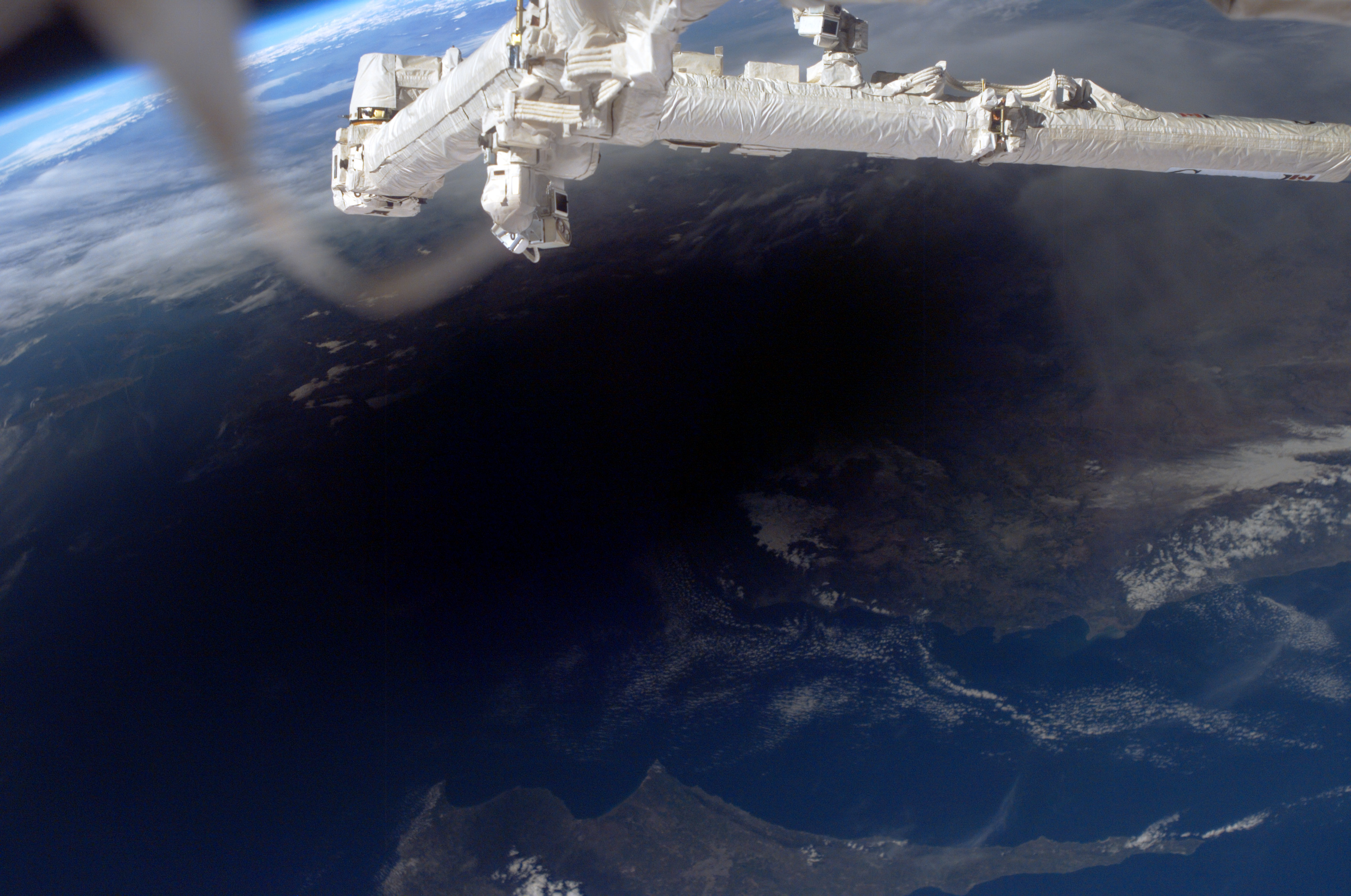
Sonnenfinsternis von der ISS aus gesehen.

In einigen der entlegeneren Ortschaften Zentralanatoliens hatte sich die Angst breit gemacht, dass es dort in den Tagen nach der Finsternis ein schweres Erdbeben geben solle. Sogar ein Forscher soll eine solche Voraussage getroffen haben und die Tatsache, dass es nach der letzten Finsternis von 1999 ein schweres Erdbeben im Nordwesten der Türkei gegeben hatte, verstärkte diese Befürchtungen. Die Behörden bemühten sich, dieser Angst entgegenzuwirken. Dennoch wollten die Bewohner des Dorfes Yolkonak bei Niksar ab der Finsternis zwei Monate lang ihre Häuser verlassen und in Zelten leben.
Als in Nigeria 1989 eine partielle Finsternis zu sehen war, deuteten religiöse Fanatiker dies als göttliches Symbol und es kam zu Ausschreitungen, bei denen 28 Menschen starben und Kirchen in Brand gesetzt wurden. Deshalb hatte der nigerianische Rundfunk vor der Finsternis 2006 zur Ruhe aufgerufen und über das Naturphänomen aufgeklärt, so dass eine Wiederholung derartiger Vorfälle vermieden werden konnte.
In Australien und Neuseeland kam es am Folgetag der Finsternis zu einem 13-stündigen Ausfall des Satellitenfernsehens, von der rund eine halbe Million Zuschauer betroffen waren. Der Betreiber Sky Television behauptete, dass das Signal des Satelliten Optus B1 nicht gleich wiederhergestellt werden konnte, da der Satellit vor dem Ausfall im Schatten der Sonnenfinsternis gestanden habe und sich deshalb zuerst die Energiezellen aufladen mussten. Ein Astronom hielt diese Darstellung allerdings für eine unsinnige Ausrede, da der Satellit nur etwa vier Minuten im Schatten der Sonnenfinsternis gewesen sei und der angebliche Stromausfall erst 21 Stunden nach der eigentlichen Sonnenfinsternis eingetreten war.

## Impressionen

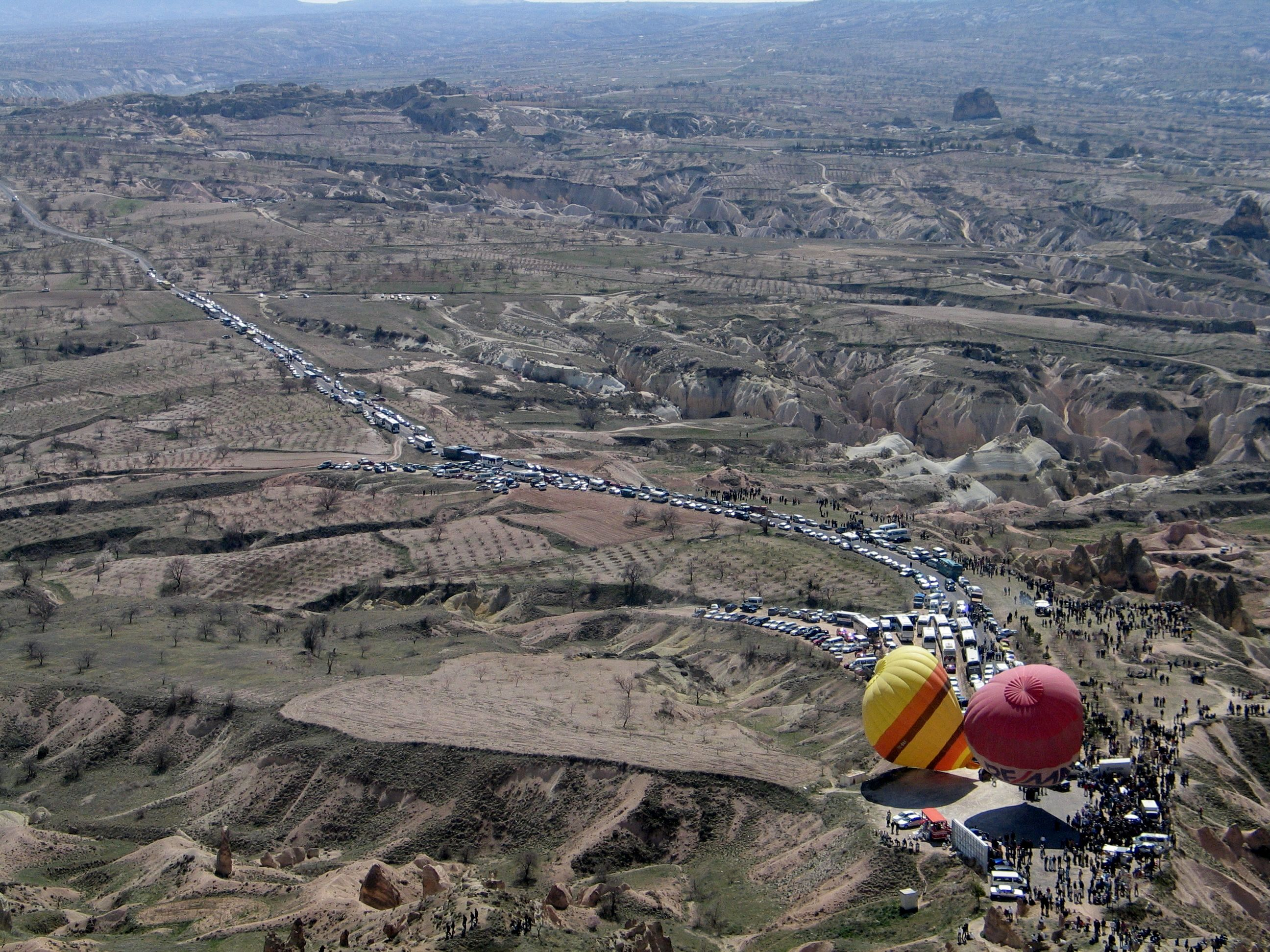
Verkehrsstau in Kappadokien
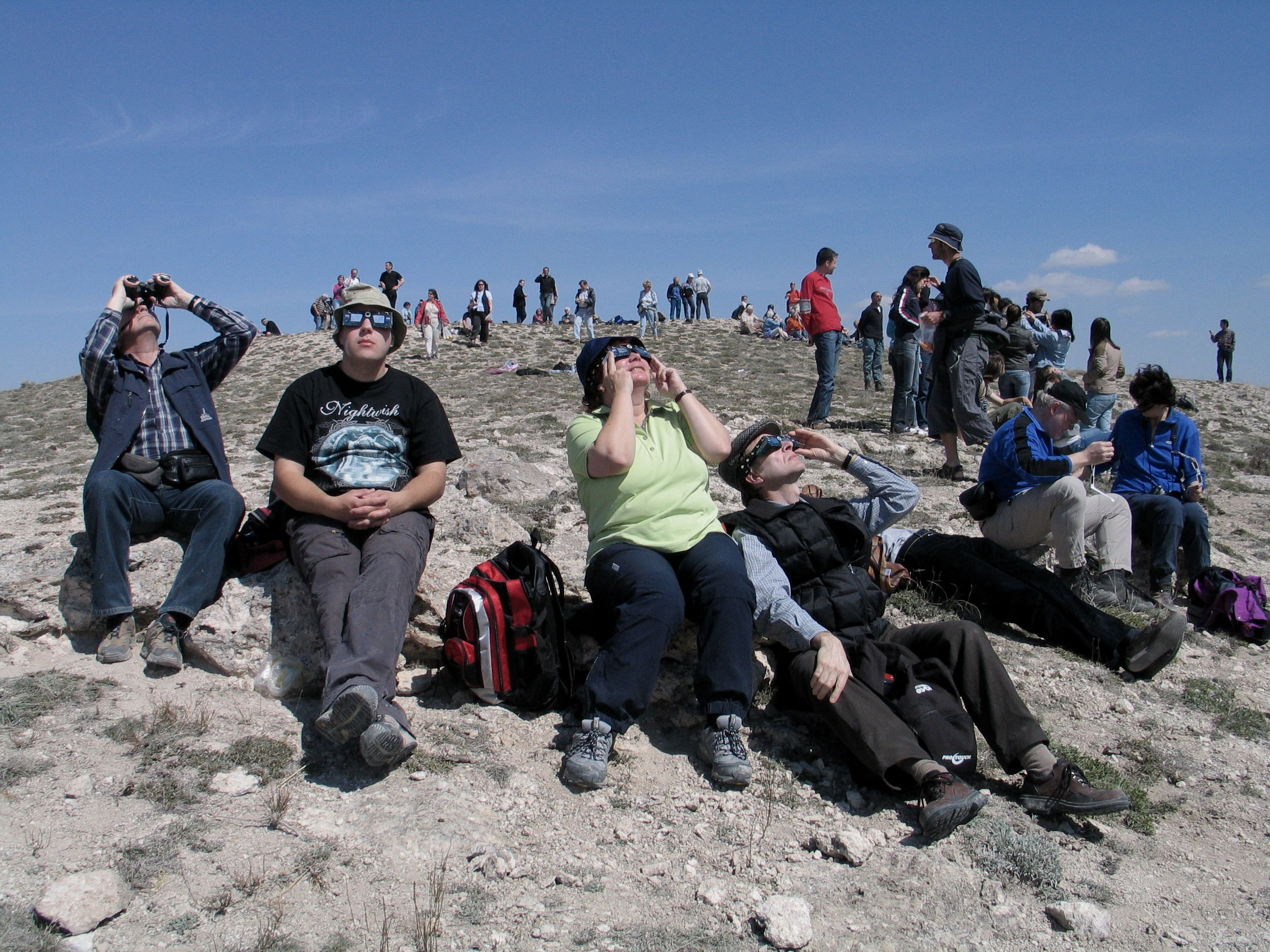
Beobachtung der partiellen Phase
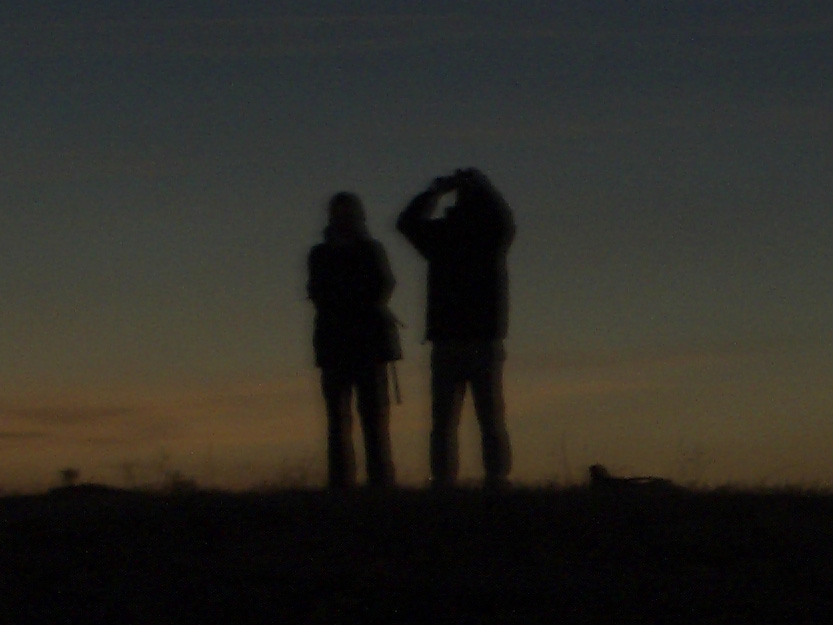
Während der Totalität
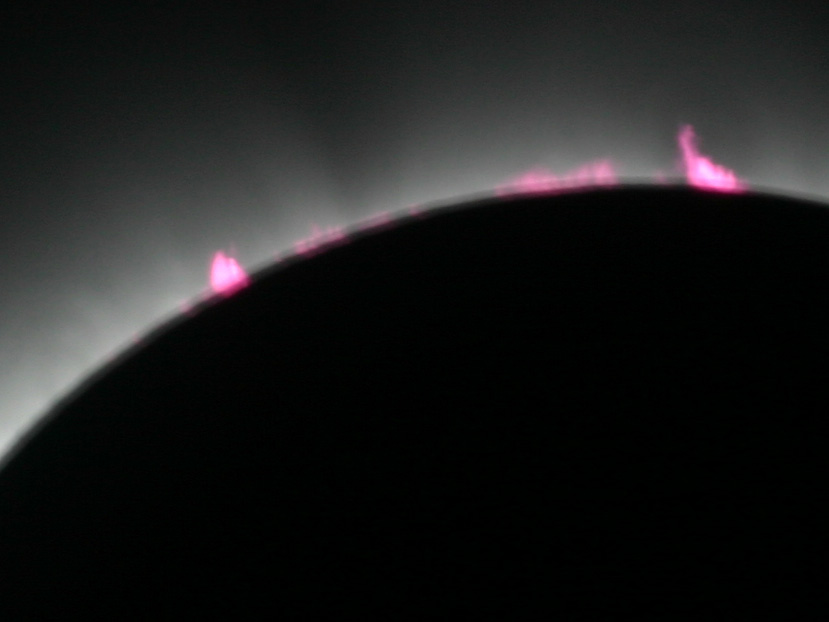
Protuberanzen